# Liste der Monuments historiques in Dauendorf
Die Liste der Monuments historiques in Dauendorf führt die Monuments historiques in der französischen Gemeinde Dauendorf auf.

## Liste der Bauwerke
| Bezeichnung                  | Beschreibung                                                                                            | Standort                | Kennzeichnung | Schutzstatus | Datum | Bild           |
| ---------------------------- | --- | ----------------------- | ------------- | ------------ | ----- | -------------- |
| Ruinen des Klosters Neubourg | Kloster im 12. Jahrhundert gegründet und 1818 niedergelegt; Ummauerung, Portal und Wohngebäude erhalten | Rue du Monastère (Lage) | PA00085278    | Inscrit      | 1990  | weitere Bilder |